# Адорно, Альдо
Альдо Адорно (исп. Aldo Adorno, 8 апреля 1982, Борха, Парагвай) — парагвайский футболист, полузащитник, нападающий.

## Клубная карьера
Во взрослом футболе дебютировал в 1998 году выступлениями за клуб «Спортиво Лукеньо», в котором провёл два сезона, приняв участие лишь в 5 матчах чемпионата.
В 2000 году Адорно отправился в Мексику, где выступал за «Ирапуато» и «Крус Асуль», но заиграть не сумел и в 2002 году вернулся на родину, подписав контракт с клубом «Соль де Америка».
Летом 2003 года перешёл в клуб «Маккаби» (Тель-Авив), которому помог стать вице-чемпионом Израиля, после чего перебрался в Испанию в состав «Альмерии», которая выступала в Сегунде, втором по уровню дивизионе страны. В новой команде закрепиться не сумел, сыграв за сезон только в 13 матчах чемпионата, из-за чего по завершении сезона перешёл в состав новичка испанской Сегунды Б «Басы», где в течение следующего сезона был основным игроком.
В июле 2006 года Адорно отправился на Кипр, где выступал за команды «Эносис», «АЕК» (Ларнака) и «Аполлон», выиграв с последним Кубок Кипра 2010 года.
Летом 2011 года Адорно заключил контракт с грандом кипрского футбола клубом «АПОЭЛ», в составе которого почти сразу стал обладателем национального суперкубка, сыграв полный матч против «Омонии» (1:0). Альдо провёл за клуб три года своей карьеры. В новом клубе был среди лучших голеадоров, отличаясь забитым голом в среднем в каждой третьей игре чемпионата, стал с командой двукратным чемпионом Кипра (2013, 2014), обладателем Кубка (2014) и Суперкубка Кипра (2013). 1 сентября 2014 контракт был расторгнут по обоюдному согласию.
В сентябре 2014 года подписал однолетний контракт с донецким «Металлургом», став первым в истории парагвайцем в украинском чемпионате. Адорно дебютировал за новый клуб 13 сентября 2014 года в матче против донецкого «Олимпика», Адорно вышел в стартовом составе и был заменен на 62 минуте на Виталия Федотова, а «Металлург» проиграл «Олимпику» 2:3. Через неделю, 20 сентября Адорно вышел в стартовом составе и на 50 минуте забил свой первый мяч за клуб в ворота мариупольского «Ильичёвца» (3:0). Всего сыграл за донецкую команду 4 матча и забил 1 мяч.
В начале 2015 года Альдо вернулся на Кипр подписав контракт с клубом «Эрмис».

## Достижения
- Вице-чемпион Израиля (1): 2003/2004
- Чемпион Кипра (2): 2012/2013, 2013/2014
- Обладатель Кубка Кипра (2): 2010, 2014
- Обладатель Суперкубка Кипра (2): 2011, 2013